# Walerian Nowacki
Walerian Nowacki pseud. Bartosz (ur. 12 kwietnia 1924 w Łapach, zm. 3 lipca 1948 w Krawcach) – żołnierz AK i WiN.

## Życiorys
Skończył 2 klasy liceum ogólnokształcącego, w 1943 wstąpił do AK. W początku 1945 na polecenie AK/AKO wstąpił do MO. Skierowany do Komendy Wojewódzkiej w Białymstoku, przydzielony do posterunku w Drohiczynie. Zdezerterował wraz z większością podkomendnych i przyłączył się do partyzantki. Od 28 maja 1945 erkaemista w oddziale partyzanckim Teodora Śmiałowskiego „Szumnego”. Po śmierci „Szumnego” w końcu lipca 1945 przeszedł do oddziału kpt. Władysława Łukasiuka „Młota” (późniejszego dowódcę 6 Brygady Wileńskiej działającej w strukturze WiN). Jeden z najbliższych współpracowników „Młota”. 8 sierpnia 1945 brał udział w walce z grupą operacyjną LWP pod Sikorami, 10 dni później w walce z grupą operacyjną NKWD, UB i LWP w Miodusach Pokrzywnych. Od sierpnia 1945 plutonowy, od listopada 1946 sierżant, od listopada 1947 podporucznik. Jesienią 1945 uczestniczył w rozbrajaniu posterunków MO w Siemiatyczach i Kleszczelach i rozbrajaniu grup NZW wykazujących się agresywnymi działaniami wobec WiN. 30 listopada 1945 wziął udział w walce z grupą operacyjną NKWD, UB i MO w Łempicach. W 1946 na czele swojego szwadronu 6 Brygady Wileńskiej brał udział w walkach z grupami operacyjnymi UB i milicji we wsi Brzozowo-Antonie (28 kwietnia), pod Śliwowem (30 kwietnia), pod Łosicami (2 lipca) pod Księżpolem (2 sierpnia). 23 sierpnia 1946 urządził zasadzkę na samochody UB na trasie Siemiatycze-Bielsk Podlaski, 4 listopada rozbroił grupę żołnierzy WP w Grabinach k. Węgrowa. 12 grudnia 1946 zatrzymał samochody z grupą aktywistów PPR współpracującymi z UB i ochraniającymi ich żołnierzami KBW, jedną działaczkę (Wandę Podniesińską) zwolnił, resztę zatrzymał, a następnie zastrzelił podczas próby ucieczki. 31 stycznia 1947 stoczył potyczkę z grupą operacyjną MO i UB k. wsi Tosie, 27 lutego 1947 zajął Janów Podlaski, rozbrajając posterunki MO i WOP, 1 marca zaatakował i rozbroił pluton KBW na mocie na Bugu, 2 czerwca zajął Wisznice i Roskosz i odparł atak grupy KBW i UB pod Utrówką, 25 czerwca 1947 ostrzelał sowieckie samochody wojskowe na szosie Siedlce-Międzyrzecz, 26 czerwca rozbił grupę operacyjną KBW pod Krynicami, 23 grudnia 1947 wraz z oddziałem Kazimierza Kamieńskiego „Huzara” stoczył walkę z grupą operacyjną UB i KBW pod Łapami, 23 marca 1948 odparł atak grupy operacyjnej KBW w Grzymkach.
Zginął wraz z dwoma podkomendnymi w walce z KBW. 9 listopada 2007 pośmiertnie odznaczony Krzyżem Komandorskim z Gwiazdą Orderu Odrodzenia Polski.